# العلاقات السلوفاكية الموزمبيقية
العلاقات السلوفاكية الموزمبيقية هي العلاقات الثنائية التي تجمع بين سلوفاكيا وموزمبيق.

## مقارنة بين البلدين
هذه مقارنة عامة ومرجعية للدولتين:
| وجه المقارنة                                              | سلوفاكيا                                                       | موزمبيق          |
| --------------------------------------------------------- | -------------------------------------------------------------- | ---------------- |
| المساحة (كم2)                                             | 49.03 ألف                                                      | 801.59 ألف       |
| عدد السكان (نسمة)                                         | 5.44 مليون                                                     | 29.67 مليون      |
| الكثافة السكانية (ن./كم²)                                 | 110.95                                                         | 37.01            |
| العاصمة                                                   | براتيسلافا                                                     | مابوتو           |
| اللغة الرسمية                                             | اللغة السلوفاكية                                               | اللغة البرتغالية |
| العملة                                                    | كرونة سلوفاكية، يورو                                           | متكال موزمبيقي   |
| الناتج المحلي الإجمالي (بليون دولار)                      | 95.77 مليار                                                    | 12.33 مليار      |
| الناتج المحلي الإجمالي (تعادل القوة الشرائية) بليون دولار | 162.34 مليار                                                   | 33.35 مليار      |
| الناتج المحلي الإجمالي الاسمي للفرد دولار أمريكي          | 16.09 ألف                                                      | 529              |
| الناتج المحلي الإجمالي للفرد دولار أمريكي                 | 30.46 ألف                                                      | 1.13 ألف         |
| مؤشر التنمية البشرية                                      | 0.844                                                          | 0.416            |
| رمز المكالمات الدولي                                      | +421                                                           | +258             |
| رمز الإنترنت                                              | .sk                                                            | .mz              |
| المنطقة الزمنية                                           | توقيت وسط أوروبا، ت ع م+01:00، ت ع م+02:00، أوروبا/براتيسلافا ‏ | ت ع م+02:00      |

## منظمات دولية مشتركة
يشترك البلدان في عضوية مجموعة من المنظمات الدولية، منها:
| علم المنظمة | اسم المنظمة                               | تاريخ انضمام سلوفاكيا | تاريخ انضمام موزمبيق |
| ----------- | ----------------------------------------- | --------------------- | -------------------- |
|             | الاتحاد البريدي العالمي                   | ?                     | ?                    |
|             | مؤسسة التنمية الدولية                     | 1993                  | 24 سبتمبر 1984       |
|             | منظمة حظر الأسلحة الكيميائية              | ?                     | ?                    |
|             | منظمة التجارة العالمية                    | ?                     | ?                    |
|             | الأمم المتحدة                             | 19 يناير 1993         | 16 سبتمبر 1975       |
|             | وكالة ضمان الاستثمار متعدد الأطراف        | 1993                  | 23 نوفمبر 1994       |
|             | منظمة الشرطة الجنائية الدولية             | ?                     | ?                    |
|             | مؤسسة التمويل الدولية                     | 1993                  | 24 سبتمبر 1984       |
|             | الاتحاد الدولي للاتصالات                  | 23 فبراير 1993        | 4 نوفمبر 1975        |
|             | البنك الدولي للإنشاء والتعمير             | 1993                  | 24 سبتمبر 1984       |
|             | المركز الدولي لتسوية المنازعات الاستشارية | 26 يونيو 1994         | 7 يوليو 1995         |
|             | يونسكو                                    | 9 فبراير 1993         | 11 أكتوبر 1976       |

## وصلات خارجية
- موقع وزارة الخارجية السلوفاكية
- موقع وزارة الخارجية الموزمبيقية